# Friedrich Wildgans
Friedrich Wildgans est un compositeur autrichien né le 5 juin 1913 à Vienne et mort le 7 novembre 1965 à Mödling.

## Biographie
Né dans la famille du célèbre poète Anton Wildgans (1881-1932), il commence à apprendre le violon et le piano puis, dès l’âge de douze ans, il commence l'étude de la théorie de la musique et de la composition musicale avec Joseph Marx. De 1934 à 1936, il enseigne à l’université Mozarteum et jusqu’à 1939 il occupe le poste de clarinette solo à la Wiener Staatsoper. Emprisonné par les nazis en 1939, il est libéré après la guerre et devient professeur à l’Académie musicale de Vienne (1945-1963) et président du département autrichien de la Société internationale de la musique contemporaine.

## Œuvres
Les œuvres de Wildgans traduisent l’influence de Paul Hindemith et Igor Stravinsky. Clarinettiste distingué, il a composé plusieurs œuvres pour cet instrument, dont deux concertos, certaines œuvres de chambre et études. Parmi ses autres compositions, on peut noter le concerto pour trompette (1935), la sonate pour piano (1929) et les œuvres vocales. Il écrivit également des articles pour le journal Österreichische Musikzeitschrift et un livre sur Anton Webern.

## Source
- Catalogue des œuvres de Wildgans publié par Doblinger-Musikverlag, avec la biographie du compositeur (en + de)

- (ru) Cet article est partiellement ou en totalité issu de l’article de Wikipédia en russe intitulé « Вильдганс, Фридрих » (voir la liste des auteurs).